# Ислам в Бельгии
Исла́м в Бе́льгии (нидерл. Islam in België, фр. Islam en Belgique, нем. Islam in Belgien) является второй по распространенности религией на территории страны. Численность приверженцев ислама резко увеличилась начиная с 1960-х годов. Между бельгийскими властями и мусульманской общиной возникают многочисленные трения.

## Распространение
Точная статистика по количеству мусульман в Бельгии не ведётся. По одной из оценок, в 2006 году мусульман в стране было 370 тыс. и они составляли 3,6 % от общего числа населения. Согласно расчетам социолога Яна Хертогена, в 2011 году в Бельгии было 685 684 мусульман. Глава представительного органа мусульман при бельгийском правительстве (L'Exécutif des Musulmans de Belgique (EMB)) том же году оценивала их численность в 600 — 700 тысяч человек. В 2014 году, по оценкам различных источников, мусульмане составляли от 4,0% до 6,5% населения страны. Несмотря на некоторые разногласия в оценке численности приверженцев, ислам является второй по значению религией в Бельгии. Распределение мусульман в Бельгии неравномерно, в 2015 году почти 40% проживало в столичном регионе, что составляет около четверти населения.

## История
Большинство мусульман прибыли в Бельгию как гастарбайтеры в начале 60-х годов XX века. В 1978 году была открыта Брюссельская соборная мечеть

## Конфликты с местным населением
Отношения с коренным населением Бельгии у мусульман, которые в большинстве своем являются выходцами или потомками выходцев из Турции или стран Северной Африки (Марокко, Алжир, Тунис), весьма напряженные

## Противостояние с властями
В 2011 году власти Бельгии запретили ношение хиджаба женщинам-мусульманкам в общественных местах, за нарушение запрета предусмотрено наказание в виде тюремного наказания до 7 суток и штрафа в 137 евро.
В 2015 году, после терактов в Париже, премьер-министр Бельгии Шарль Мишель заявили о намерении закрыть ряд мечетей в целях борьбы с радикализацией молодежи. Организаторов парижских терактов были уроженцы Брюсселя Салах Абдесалам и Абдельхамид Абаауд.
В феврале 2016 года обозначились новые трения между властями и мусульманской общиной: власти ввели ограничения на ритуальный забой скота, что вызвало протест мусульманской общественности.
В феврале 2016 года власти Бельгии решили выделить 3.3 млн евро для поддержки имамов бельгийских мечетей, которые будут проповедовать толерантность среди своих последователей.

## Радикализация бельгийских мусульман
Исследователи отмечали высокую степень сочувствия мусульманского сообщества Бельгии к группировке ИГИЛ, претендующей на создание халифата в 2014 году. Самой известной салафитской группировкой Бельгии была организация Sharia4Belgium (запрещена в 2012 году), активисты которой прошли боевую подготовку в Сирии, Афганистане и Йемене. Другой заметной группировкой является Европейская арабская лига.